# Pjotr Kosmitsch Frolow
Pjotr Kosmitsch Frolow (russisch Пётр Козьмич Фролов; * 16. Januarjul. / 27. Januar 1775greg. in Smeinogorsk; † 10. Dezemberjul. / 22. Dezember 1839greg. in St. Petersburg) war ein russischer Bergbauingenieur.

## Leben
Frolows Vater Kosma Dmitrijewitsch Frolow war Bergbau-Offizier und Chef der Kanzlei der Kolywano-Woskressenskije-Hüttenwerke. Frolow studierte an der St. Petersburger Bergbau-Schule mit Abschluss 1793 als Schichtmeister. Darauf arbeitete er als Markscheider und Förster in den Hüttenwerken und Bergwerken des Altai. 1797 leitete Frolow die Versorgung der Susuner Kupferhütte. Ab 1798 leitete er die Belieferung der Kolywano-Woskressenskije-Hüttenwerke mit Blei aus den Nertschinsker Werken.
1801 wurde Frolow Markscheider und dann Forstmeister am Barnauler Zeichensaal. 1802 heiratete er Marija, die Tochter Oberst Iwan Derrings. 1804–1805 erstellte er Karten des Irtysch und seiner Nebenflüsse. 1806–1807 entwickelte er ein Projekt für eine Pferdeschienenbahn mit einer Gesamtlänge von über 150 km und ein Wasserstraßennetz, das aber nicht angenommen wurde. 1806 hatte er dem Bergbau-Amt sein Projekt einer Gusseisen-Bahn von der  Smeinogorsker Grube zur Korbalichiner Silberschmelze vorgestellt, das wegen des offensichtlichen Nutzens sofort genehmigt wurde. Diese erste russische Gusseisen-Bahn mit Pferdebetrieb mit einer Länge von 2 km wurde 1809 in Betrieb genommen und wurde mehr als 25 Jahre lang benutzt. Die erste russische Gusseisen-Bahn mit von Arbeitern bewegten Wagen wurde 1788 in der Alexander-Kanonenfabrik in Petrosawodsk gebaut. 1808 leitete er den Bau von Schiffen eigener Konstruktion für den Transport von Erz auf Alei und Ob nach Barnaul. 1808–1809 arbeitete er viel für die Regulierung der staatlichen Bibliothek.
1811 wurde Frolow Chef des Zeichensaals des Departements für Bergbau- und Salz-Angelegenheiten des Finanzministeriums in St. Petersburg. 1812 untersuchte er an der Kama-Mündung Möglichkeiten für die Errichtung von Salz-Magazinen. 1812 und 1813 suchte er nach Möglichkeiten für den Transport von Salz vom Eltonsee auf einem Kanal oder einer Gusseisen-Bahn zur Wolga. Ein erstes Projekt für eine solche Bahn wurde nicht realisiert. 1814 inspizierte er die stillgelegte Saline in Staraja Russa im Hinblick auf einen Weiterbetrieb. 1815 untersuchte er die Gründe für das Aufbegehren der Bauern gegen die Paschkow-Eisenhütten in Belorezk.
1817 wurde Frolow Chef des Bezirks der Kolywano-Woskressenskije-Hüttenwerke. 1819 wurde in der 1816 gegründeten Hütte Gurjewsk der Hochofen für die Roheisen-Produktion eingeführt. In der Susuner Kupferhütte wurde die Silber-Verhüttung eingestellt. Die Münzprägung stieg von 250.000 auf 350.000 Rubel jährlich. Wegen der gesteigerten Bleiproduktion waren Lieferungen aus Nertschinsk nicht mehr nötig. Die Silberproduktion stabilisierte sich auf 1000 Pud jährlich.

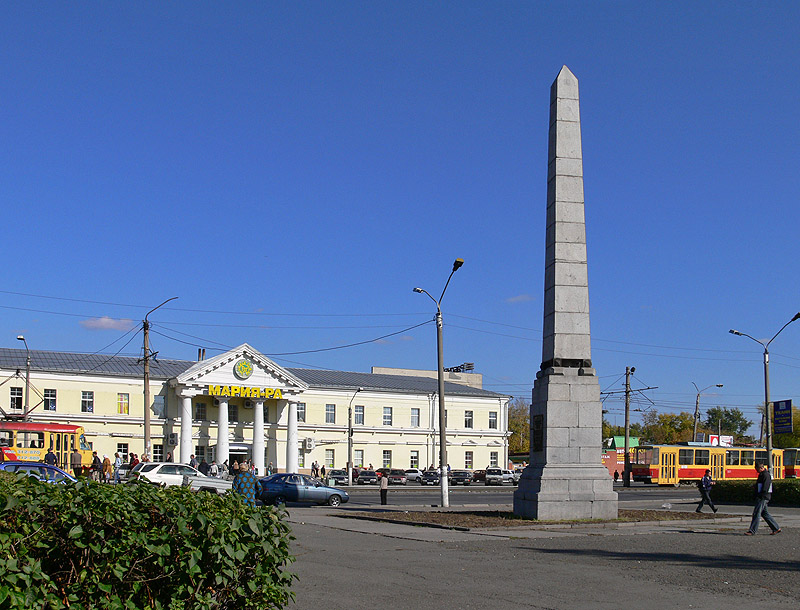
Bergbau-Obelisk vor dem früheren Armenhaus (jetzt Supermarkt Marija-Ra)

1820 kam Graf Michail Michailowitsch Speranski zu einer strengen Inspektion nach Barnaul, nachdem er 1819 unfähige Chefs und korrupte Beamte einschließlich des Gouverneurs des Gouvernements Tomsk Demjan Wassiljewitsch Illitschewski aus ihren Ämtern entfernt hatte. Darauf übernahm zunächst der Vorsitzende der Gouvernementsverwaltung Ignati Iwanowitsch Sokolowski kommissarisch das Gouverneursamt. 1822 wurde Frolow zum Zivilgouverneur des Gouvernements Tomsk ernannt. Da im Zuge der Verwaltungsreform von 1823 die Ämter des Zivilgouverneurs und des Bezirkschefs der Hüttenwerke zusammengelegt wurden, konnte Frolow sein bisheriges Amt weiterführen. Durch kaiserlichen Ukas vom Juni 1822 wurden die bisher der Bergbauverwaltung unterstellten Bauern einer neuen eigenen Verwaltung unterstellt, so dass sie sich nun in Streitfällen an die Bergbauverwaltung wenden konnten. Mit dem kaiserlichen Ukas vom April 1828 wurde die Beschäftigung der Meister und unterstellten Bauern in den Hüttenwerken neu geregelt, so dass die Meister nun freie Verpflegung erhielten. Die erste Papiermühle in Westsibirien und eine Druckerei wurden errichtet. Eine Wetterbeobachtungsstation und eine Magnetismus-Messstation wurden eingerichtet. In Barnaul wurden ein Bergbau-Krankenhaus, eine Schule und ein Armenhaus mit Kirche gebaut, vor dem ein Obelisk zum 100-jährigen Jubiläum des Bergbaus im Altai aufgestellt wurde. 1823 hatte Frolow zusammen mit dem Naturforscher Friedrich August von Gebler in Barnaul ein Museum gegründet, für das Frolow 43 Modelle von diversen Maschinen und Anlagen herstellen ließ, darunter auch das Modell einer Polsunowschen Feuermaschine. Die Moskauer Gasse in Barnaul wurde ein Boulevard. 1830 wurde Frolow als Oberberghauptmann (4. Bergrangklasse) beurlaubt und ließ sich in St. Petersburg nieder. Sein Nachfolger in Tomsk wurde Jewgraf Petrowitsch Kowalewski.
1831 trat Frolow wieder in den Staatsdienst und wurde Geheimer Rat (3. Rangklasse) und Senator. Ab 1837 gehörte er zusammen mit den Senatoren Boris Jakowlewitsch Knjaschnin, Kotschubei und Golizyn zum provisorischen Rat für die Verwaltung der Staatsgüter mit den leibeigenen Bauern. Dazu war er Vorsitzender in der Kommission für Klärung der Angelegenheiten der konfiszierten Güter beim Departement für Staatsgüter. Als im Dezember 1837 das Ministerium für Staatsgüter gebildet wurde, gehörte Frolow zum Ministeriumsrat. Auch war er Mitglied von Steuerpacht-Kommissionen.
Flotow wurde bekannt als Sammler und Kenner von alten russischen Büchern, Bildern und anderen Kunstwerken. Teile seiner Sammlung gab er an das Barnauler Museum, die staatliche Bibliothek und die Kaiserliche Öffentliche Bibliothek. Bilder religiösen Inhalts gab er an die Dimitri-Kirche in Barnaul.
Frolow hatte zwei Brüder. Pawel Kosmitsch Frolow (1770–1815) war auch Bergbauingenieur, während Gawrila Kosmitsch Frolow Sicherheitsoffizier der Kolywano-Woskressenskije-Hüttenwerke und Urgroßvater Nadeschda Konstantinowna Krupskajas war.
Frolow wurde auf dem Tichwiner Friedhof in St. Petersburg begraben.

## Ehrungen
- Orden des Heiligen Wladimir IV. Klasse, III. Klasse (1818), II. Klasse (1822)
- Russischer Orden der Heiligen Anna II. Klasse (1818), I. Klasse